# Skipanes
 Der er for få eller ingen kildehenvisninger i denne artikel, hvilket er et problem. Du kan hjælpe ved at angive troværdige kilder til de påstande, som fremføres i artiklen.

Skipanes er en færøsk bygd ved Skálafjørður, på det sydlige Eysturoy. Bygden er en del af Runavíkar kommuna. Byen udgør i dag den nordlige ende af det ti kilometer lange bosættelsesområde langs fjorden Skálafjørður til Toftir i syd.  
Bygden har en lille bådehavn. Skipanes betyder skibslandunge, formodentlig for det vikingerne allerede fra det 8. århundrede havde deres skibe opankret på stedet. Ifølge sagntraditionen skal høvdingen Tróndur í Gøtu omkring år 1000 have sin vinterhavn her, men det er uvist, om stedet har været beboet.
Bygden blev grundlagt i 1841, da Jacob Niclassen bosætter sig.